# Argynnis tritonia
Argynnis tritonia is een vlinder uit de familie van de Nymphalidae. De wetenschappelijke naam van de soort is voor het eerst geldig gepubliceerd in 1812 door Boeber.